# Heike Lange
Heike Lange, po mężu Kahl (ur. 31 października 1955 w Rostocku) – niemiecka łyżwiarka szybka reprezentująca NRD, srebrna medalistka mistrzostw świata i mistrzyni świata juniorów.

## Kariera
Największe sukcesy w karierze Heike Lange osiągnęła w 1975 roku, kiedy zdobyła dwa medale na międzynarodowych imprezach. W połowie lutego zdobyła srebrny medal podczas mistrzostw świata w wieloboju sprinterskim w Göteborgu, rozdzielając na podium Sheilę Young z USA oraz Kanadyjkę Cathy Priestner. Miesiąc później zwyciężyła w wieloboju na mistrzostwach świata juniorów w Strömsund, wyprzedzając bezpośrednio Polkę Erwinę Ryś. Były to jedyne medale wywalczone przez Lange na międzynarodowych imprezach. W 1976 roku wzięła udział w igrzyskach olimpijskich w Innsbrucku, zajmując sóme miejsce w biegu na 1000 m i dziesiąte na dwukrotnie krótszym dystansie. W 1976 roku zakończyła karierę.